# North Devon
North Devon är ett distrikt (motsvarande kommun) i grevskapet Devon i England, Storbritannien. Distriktet har 100 505 invånare (2022).  
Större orter är Barnstaple och Ilfracombe. Distriktet är indelat i 62 civil parishes.